# David Horovitch
David Horovitch (* 11. August 1945 in London) ist ein britischer Schauspieler. Seine bekanntesten Rollen waren die des Inspector Slack in Miss Marple von 1984 bis 1992 sowie die Rolle Dr. Pavlov in 102 Dalmatiner. Seit 1972 war er in mehr als 90 Film- und Fernsehproduktionen zu sehen.

## Leben
Horovitch ist der Sohn von Alice Mary, einer Lehrerin, und Morris Horovitch, einem Kinderpfleger. Er besuchte in Letchworth Garden City in Hertfordshire die St. Christopher School, eine unabhängigen Internatsschule. Danach folgte eine Ausbildung an der Central School of Speech and Drama in London.
David Horovitch war von 1967 bis 1985 mit Jane Elizabeth Gwynn Roberts verheiratet. Aus dieser Ehe entstammen zwei Kinder.

## Karriere
Horovitch hat in den vergangenen 40 Jahren viele Rollen in beliebten britischen Fernsehserien gespielt, darunter: The New Avengers, Der Prinzregent, Piece of Cake, Hold the Back Page, Bulman, Boon, Love Hurts, Westbeach, Just William, Drop the Dead Donkey, Peak Practice, Foyle’s War, The Second Coming, Deceit and Casualty sowie die Hauptrolle in der wenig beachteten ITV-Detektivshow Bognor.
1984 spielte er die Rolle des Inspector Slack für die BBC-Reihe Miss Marple. 1990 spielte er die Rolle des Commander Daniels in Poirot The Kidnapped Prime Minister von Agatha Christie.
In Spiel- und Fernsehfilmen war er als Sergeant Maskell in An Unsuitable Job for a Woman, als ein französischer Wissenschaftler in Das dreckige Dutzend Teil 3 – Die tödliche Mission und als Dr. Pavlov in Disneys 102 Dalmatiner zu sehen.
Horovitch hat auch zahlreiche Hörbücher gesprochen, darunter die Produktion 2008 von Jaroslav Hašeks Die Abenteuer des braven Soldaten Schwejk, Joseph Conrads The Secret Agent und 2015 die Produktion von The Buried Giant von Kazuo Ishiguro.

## Filmografie (Auswahl)
- 1972: The Shadow of the Tower – Do the Sheep Sin?
- 1972: Ein Fall für Scotland Yard – Ask No Questions
- 1976: Hadleigh (2 Folgen)
- 1976: Mit Schirm, Charme und Melone – The Last of the Cybernauts...?
- 1977: Emmerdale Farm (6 Folgen)
- 1979: Der Prinzregent (Prince Regent, 5 Folgen)
- 1981: Bognor (20 Folgen)
- 1984: Miss Marple – Die Tote in der Bibliothek (TV-Serie)
- 1985: Hold the Back Page (10 Folgen)
- 1986: Miss Marple – Mord im Pfarrhaus
- 1986: The Best Years of Your Life
- 1987: Miss Marple: 16 Uhr 50 ab Paddington (TV-Serie)
- 1987: Das dreckige Dutzend Teil 3 – Die tödliche Mission
- 1987: Vanity Fair (2 Folgen)
- 1987: Jim Bergerac ermittelt – Treasure Hunt
- 1988: Piece of Cake (6 Folgen)
- 1990: Agatha Christie’s Poirot – The Kidnapped Prime Minister
- 1991: Miss Marple: They Do It with Mirrors (Fernsehserie)
- 1991–1997: The Bill (5 Folgen)
- 1992: Miss Marple: The Mirror Crack’d from Side to Side (Fernsehserie)
- 1992: Liebe nicht inbegriffen (Papierowe malzenstwo)
- 1992: Love Hurts (9 Folgen)
- 1993: Westbeach (10 Folgen)
- 1994: The Blue Boy
- 1994: Just William (12 Folgen)
- 1994–2009: Casualty
- 1995: Circles of Deceit: Dark Secret
- 1996: Die Bildhauerin (The Sculptress, 3 Folgen)
- 1997: Ivanhoe (7 Folgen)
- 1998: Heat of the Sun (3 Folgen)
- 1999: Great Expectations
- 1999: Salomon und Gaenor (Solomon and Gaenor)
- 2000: 102 Dalmatiner (102 Dalmatians)
- 2002: The Safe House
- 2002: Max
- 2002: Goodbye, Mr. Chips
- 2004: Dirty War – Schmutziger Krieg (Dirty War)
- 2005: Hautnah – Die Methode Hill (Wire in the Blood, 1 Folge)
- 2007: Inspector Barnaby (Midsomer Murders, Folge The Axeman Cometh)
- 2007: Cassandras Traum (Cassandra’s Dream)
- 2009: Victoria, die junge Königin (The Young Victoria)
- 2013–2018: Doctors (3 Folgen)
- 2014: Mr. Turner – Meister des Lichts (Mr. Turner)
- 2017: Die Macht des Bösen (The Man with the Iron Heart)
- 2018: The Nun
- 2020: Summerland
- 2022: House of the Dragon (Fernsehserie, 5 Episoden)
- 2023: The Nun II